# Torrey DeVitto
Pour les articles homonymes, voir DeVitto.
Torrey DeVitto, née le 8 juin 1984 à Huntington à New York, est une actrice et mannequin américaine.
Principalement connue dans le milieu de la télévision, elle est révélée par quatre rôles récurrents dans des séries télévisées : celui de Carrie dans Les Frères Scott, celui de Melissa Hastings dans Pretty Little Liars, celui de Meredith Fell dans Vampire Diaries et celui de Maggie Hall dans American Wives.
En 2015, elle confirme et obtient l'un des rôles principaux de la série médicale sur NBC, Chicago Med, elle y interprète le Dr Natalie Manning. C'est une série dérivée de Chicago Fire et de Chicago PD dans lesquelles l'actrice intervient aussi de manière récurrente.

## Biographie

### Enfance et mannequinat
Torrey a été élevée à Fort Salonga à Long Island à New York ainsi qu'à Winter Park en Floride. Elle est la fille de Mary et Liberty DeVitto (son père a été pendant 28 ans le batteur de Billy Joel). Elle a deux sœurs Devon et Maryelle Rebecca DeVitto (née le 4 octobre 1988), qui est également actrice et a joué dans la série Endurance.
À l'âge de 6 ans, elle a commencé à prendre des cours de violon. Elle a 12 ans lorsqu'elle joue un solo de violon au mariage de Christie Brinkley et Peter Cook.
Elle a étudié à l'école élémentaire Fort Salonga et au lycée Winter Park en Floride. Après avoir obtenu son bac, elle a passé l'été au Japon, où elle a développé sa carrière de mannequin.

### Débuts et révélation télévisuelle

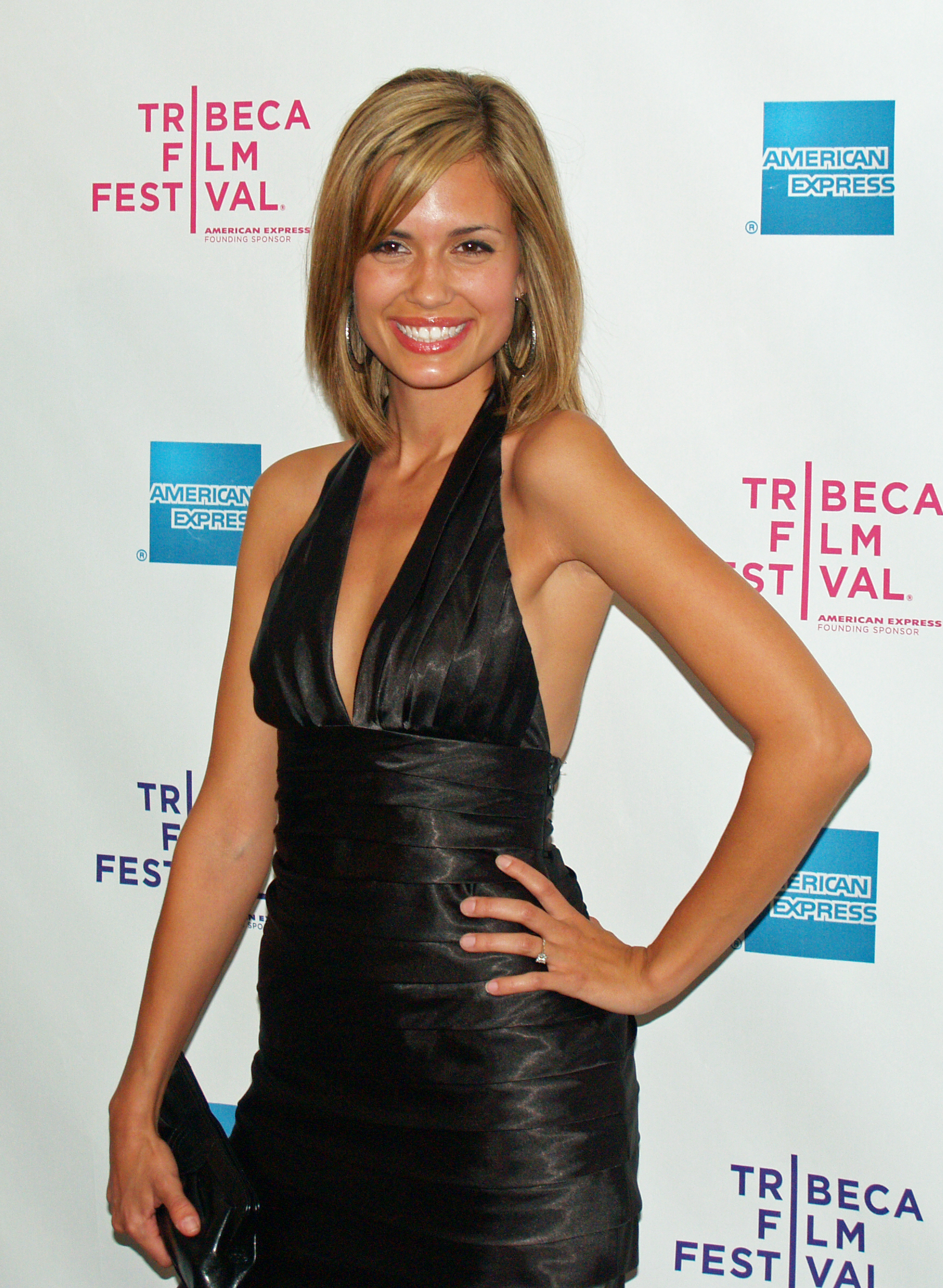
Torrey DeVitto, lors de l'avant première de Killer Movie, en 2008.

Elle a commencé sa carrière en faisant des pubs. Puis, elle a été recrutée par les agences Ford et Avenue One.
C'est en 2002 qu'elle se rend compte qu'être mannequin n'est pas son objectif principal. Ses talents de violoniste lui permettent de jouer avec le groupe de Tommy Davidson au Sunset Room à Hollywood.
En 2004, elle participe à l'album de Raphael Saadiq.
Après quelques rôles mineurs dans les séries télévisées Dawson et Scrubs, c'est en 2006 que sa carrière d'actrice prend une autre tournure : Elle rejoint la série Beautiful People, elle y interprète l'un des personnages principaux aux côtés de l'actrice Daphne Zuniga. Cependant, faute d'audiences, la série est annulée à l'issue de la première saison.
Au cinéma, elle incarne le rôle principal dans le film d'horreur Souviens-toi... l'été dernier 3, réalisé par le français Sylvain White, un genre qu'elle retrouve, en 2008, pour le film Killer Movie. C'est sur le tournage de ce film qu'elle rencontre l'acteur Paul Wesley son futur époux.
Entre-temps, elle porte la comédie indépendante, Heber Holiday, qui se fait remarquer lors de nombreux festivals du cinéma et remporte trois prix. L'année d'après, elle accompagne David Charvet dans la comédie dramatique sportive, Green Flash, sortie directement en vidéo.
Entre 2008 et 2009, elle tient le rôle de Carrie, la nounou folle de Jamie dans la série Les Frères Scott. Cette prestation, très appréciée par les fans, lui permet de se faire remarquer et c'est ainsi, qu'elle obtient un rôle secondaire, celui de Melissa Hastings dans la série Pretty Little Liars sur Freeform (anciennement ABC Family), entre 2010 et 2016. Souhaitant clore les intrigues concernant son personnage, convenablement, l'actrice a réussi à convaincre les producteurs de l'embaucher à nouveau pour les derniers épisodes.

### Confirmation télévisuelle

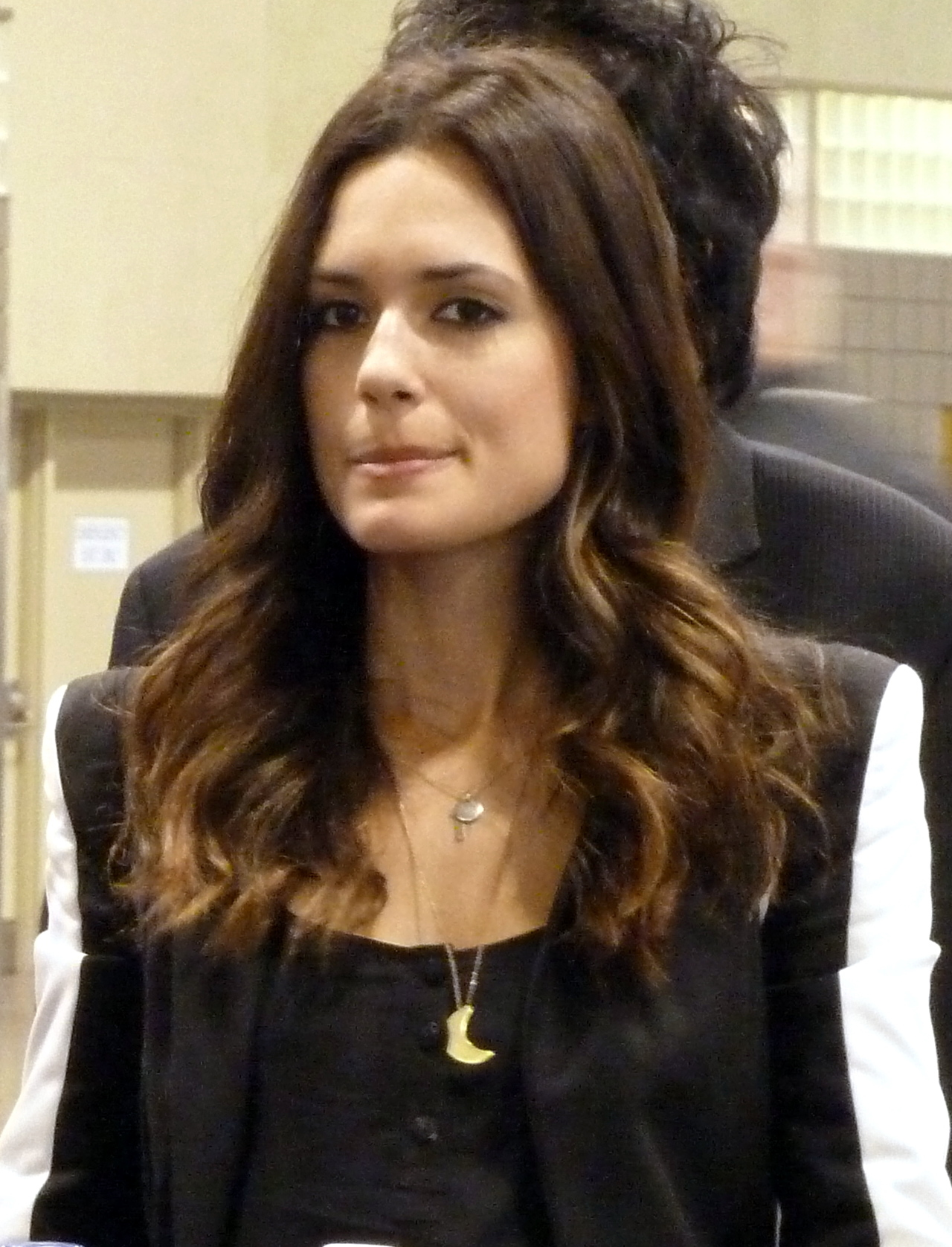
Lors d'une convention de fans, la Wizard World, pour la promotion de Vampire Diaries, à Toronto, en 2012.

En 2011, elle joue un rôle mineur dans le film Le Rite aux côtés d'Anthony Hopkins, qui rencontre un joli succès au box office mondial. Entre janvier 2012 et février 2013, elle interprète le Docteur Meredith Fell, dans la série fantastique Vampire Diaries sur The CW, qui utilisait le sang des vampires pour guérir ses patients.
Parallèlement, elle intègre la septième saison de American Wives dans le rôle récurrent de Maggie Hall, une ancienne militaire qui a quitté l'armée et arrive à Fort Marshall au début de la saison 7. Elle y habite avec son mari, son fils et sa belle-fille.
Elle est également au casting du thriller, Evidence, sorti sur les écrans en 2013.
En 2015, elle est la narratrice du documentaire dramatique, soutenu par la critique, Road to Hope, qui rafle des récompenses lors de festivals et cérémonies de remises de prix.
Depuis novembre 2015, elle est à l'affiche de Chicago Med, une série dérivée de Chicago Fire et Chicago Police Department, où elle y incarne le Dr Natalie Manning, l'un des personnages principaux. La série est un succès d'audiences, elle est renouvelée pour une seconde saison.
En 2016, elle retrouve le cinéma d'horreur et tient le rôle principal du thriller Amy Makes Three avec Mike Doyle et elle est à l'affiche de deux productions policières : Cold et Stevie D avec Kevin Chapman.
Les années suivantes, le drama médical Chicago Med est renouvelé face au succès rencontré et la stabilité de ses audiences.

## Vie privée

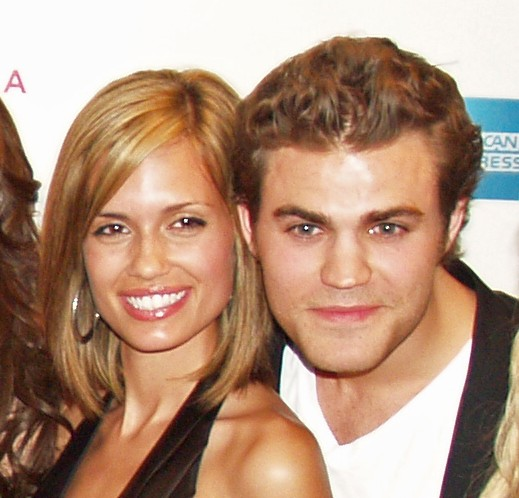
Torrey DeVitto et son ex-mari, l'acteur Paul Wesley, en 2008.

En 2005, à l'âge de 21 ans, Torrey DeVitto se fait avorter.
Le 17 avril 2011, elle se marie à New York avec l'acteur Paul Wesley, son compagnon depuis avril 2007 - rencontré sur le tournage du film Killer Movie. En juillet 2013, la presse dévoile que le couple est séparé et en procédure de divorce. Leur divorce est prononcé le 23 décembre 2013. Durant l'automne 2013, elle fréquente Carlos Muñoz durant plusieurs mois, puis elle fréquente l'acteur Rick Glassman pendant près de deux ans.
D'avril 2016 à mai 2017, elle est en couple avec le danseur professionnel Artem Chigvintsev, puis elle fréquente l'acteur Jesse Lee Soffer de l'été 2018 à mai 2019, puis elle fréquente l'acteur Will Estes de 2020 à 2021 avant de fréquenter le joueur de baseball David Ross de 2021 à 2023.
En 2021, elle quitte Los Angeles et achète une ferme dans le Michigan.
En juin 2023, elle officialise son couple avec le réalisateur Jared LaPine, avec qui elle se fiance en septembre 2023. Elle se marie le 14 septembre 2024 dans le Michigan.
Le 19 mai 2024, elle annonce sur Instagram attendre une petite fille pour le mois de novembre 2024.   
Le 21 novembre 2024, elle donne naissance à une petite fille prénommée Lyle-Josephine.   

### Engagement social
En 2016, elle s'est associée à l'organisme PETA pour protester contre le cuir et la fourrure en posant nue pour une campagne de publicité.
DeVitto a également travaillé avec un certain nombre d'autres organisations, telles que la National Alliance on Mental Illness (NAMI), le Rape, Abuse & Incest National Network (RAINN) et la National Hospice Foundation.

## Filmographie

### Cinéma

#### Longs métrages
- 2006 : Souviens-toi... l'été dernier 3 (I'll Always Know What You Did Last Summer) de Sylvain White : Zoe
- 2007 : Heber Holiday de McKay Daines : Sierra jeune
- 2008 : Killer Movie de Jeff Fisher : Phoebe
- 2008 : Green Flash (Beach Kings) de Paul Nihipali Jr. : Mia Fonseca
- 2011 : Le Rite (The Rite) de Mikael Håfström : Nina
- 2012 : Cheesecake Casserole de Renji Philip : Margo
- 2012 : Evidence d'Olatunde Osunsanmi : Leann
- 2016 : Stevie D de Chris Cordone : Daria Laurentis
- 2016 : Cold de Derek Mori : Ashley
- 2016 : Amy Makes Three de Josh Sternfled : Carla Forrest

#### Courts métrages
- 2005 : Starcrossed de James Burkhammer : Maura
- 2018 : The Hoaxing de Bevin McNamara : Angie
- 2018 : Flyby de Jesse Mittelstadt : Jan
- 2020 : Divertimento de Keyvan Sheikhalishahi : Cathy

### Télévision

#### Séries télévisées
- 2003 : Dawson (Dawson's Creek) : Une fille
- 2003 : Scrubs : Une fille avec un chien
- 2004 - 2005 : Drake et Josh : Tori / Denise Woods
- 2005 : Un gars du Queens (The King of Queens) : Traci
- 2005 : Jack et Bobby (Jack and Bobby) : Tiffany
- 2005 - 2006 : Beautiful People : Karen Kerr
- 2006 : Runaway : Reese
- 2008 : Les Frères Scott (One Tree Hill) : Carrie
- 2008 : Les Experts : Miami (CSI : Miami) : Kelly Chapman
- 2009 : Castle : Sierra Goodwin
- 2010 - 2017 : Pretty Little Liars : Melissa Hastings
- 2012 - 2013 : The Vampire Diaries : Dr Meredith Fell
- 2013 : American Wives : Maggie Hall
- 2014 : Les Experts : Las Vegas (CSI : NY) : Kitty / Susan McDowell
- 2014 : Stalker : Kate Edwards
- 2014 : Major Crimes : Nicole
- 2015 - 2021 : Chicago Med : Dr Natalie Manning
- 2016 - 2021 : Chicago Police Department (Chicago P.D) : Dr Natalie Manning
- 2017 - 2021 : Chicago Fire : Dr Natalie Manning

#### Téléfilms
- 2012 : Le Père Noël est tombé sur la tête (The Real St. Nick) de Penelope Spheeris : Kate Bryant
- 2014 : La plus belle fête de Noël (Best Christmas Party Ever) de John Bradshaw : Jennie Stanton
- 2015 : Parce que c'était toi (It Had to Be You) de Bradford May : Darby Powell
- 2019 : Cinq cartes de vœux pour Noël (Write Before Christmas) de Pat Williams : Jessica Winthrop
- 2022 : P.S. Joyeux Noël (The Christmas Promise)  de Fred Gerber : Nicole
- 2022 : Un amour hors du temps (Rip in Time) de Jessica Harmon : Sarah Majors
- 2023 : Fiançailles à la grecque (Love's Greek to Me) de Michael Robison : Ilana Elbaz

## Distinctions
Sauf indication contraire ou complémentaire, les informations mentionnées dans cette section proviennent de la base de données IMDb.

### Récompenses
- Prestige Film Award, US 2016 : Pertige Gold Award du meilleur documentaire pour Road to Hope

## Voix françaises
En France, Véronique Desmadryl est la voix régulière de Torrey DeVitto. En parallèle, elle a été doublée à deux reprises par Pascale Chemin.
En France
| - Véronique Desmadryl dans : - Beautiful People (série télévisée) - Souviens-toi... l'été dernier 3 - Les Experts : Miami (série télévisée) - Les Frères Scott (série télévisée) - Pretty Little Liars (série télévisée) - Le père Noël est tombé sur la tête (téléfilm) - Vampire Diaries (série télévisée) - American Wives (série télévisée) - Major Crimes (série télévisée) - La plus belle fête de Noël (téléfilm) - Parce que c'était toi (téléfilm) - Chicago Med (série télévisée) - Chicago Police Department (série télévisée) - Chicago Fire (série télévisée) - Cinq cartes de vœux pour Noël (téléfilm) - P.S. Joyeux Noël (téléfilm) - Un amour hors du temps (téléfilm) - La nuit avant Noël (téléfilm) - Fiançailles à la Grecque (téléfilm) | - Pascale Chemin dans (les séries télévisées) : - Castle - Les Experts Et aussi - Marie Van Ermengem (Belgique) dans Evidence - Olivia Nicosia dans Stalker (série télévisée) |